# Ludwig Dürr (Richter)
Ludwig Peter Dürr (* 22. Juli 1852 in Rastatt; † 1934) war ein deutscher Reichsgerichtsrat.

## Leben
Nach dem Besuch der Gymnasien in Karlsruhe, Freiburg und Rastatt studierte er Rechtswissenschaften in Breslau, Heidelberg und Leipzig. Der Badener wurde 1875 vereidigt und trat als Rechtspraktikant in den badischen Staatsdienst. 1878 wurde er Referendar. 1879 folgte die Ernennung zum Amtsrichter in Sinsheim und später zum Staatsanwalt in Lörrach. 1881 versetzte man ihn nach Freiburg und 1882 nach Mosbach mit dem Rang als Landgerichtsrat. 1887 wurde er Landgerichtsrat in Karlsruhe. 1893 ernannte man ihn zum stellvertretenden richterlichen Beamten des Landesversicherungsamts. 1896 folgte die Beförderung zum Vorsitzenden der Kammer für Handelssachen und 1897 zum Landgerichtsdirektor. Im selben Jahr wurde er Mitglied des Disziplinarhofs und dann der Kaiserlichen Disziplinarkammer in Karlsruhe. 1908 rückte er zum richterlicher Beamten im Landesversicherungsamt auf. Zum Jahreswechsel 1909/10 kam er zum Reichsgericht in den I. Strafsenat. 1917 trat er in den Ruhestand.

## Familie
Seine Vorfahren waren Geistliche, höhere badische Beamte und Militärs. Sein Vater Ludwig Dürr (1822–1891) war preußischer Generalmajor und nach seiner Verabschiedung 2. Präsident des Badischen Militärvereinsverbands. Sein Bruder Karl (1854–1919) war General der Infanterie und langjähriger Generaladjutant des Großherzogs Friedrich II. von Baden.